# Peter Polansky
Peter Polansky (født 15. juni 1988 i Thornhill, Ontario, Canada) er en canadisk tennisspiller, der blev professionel i 2003. Han har, pr. maj 2009, endnu ikke vundet nogen ATP-turneringer.
Polansky er 180 cm. høj og vejer 70 kg.